# 魯尼特島
魯尼特島（英語：Runit Island、/ˈruːnɪt/）是位於太平洋馬紹爾群島埃內韋塔克環礁中的40個島嶼之一。美國於1946年—1958年在該環礁進行多次核試驗，導致該島成為了核廢料儲存場的所在地。隨著時間推移，人們對該儲存場結構老化及潛在放射性物質外洩的擔憂不斷加劇。

## 地理
魯尼特島位於埃內韋塔克環礁東北部的礁石中央地帶，是該環礁44個島嶼之一，環繞著面積達510平方公里的潟湖。島嶼長度約為3,100公尺，寬度約263公尺，總面積約46.3公頃。距離該環礁最近的大陸為澳洲，約3,400公里之遙。距離環礁305公里的東方則是比基尼环礁，該地同樣隸屬於太平洋核試驗場，並曾進行過核試驗。

### 氣候特徵
魯尼特島屬於熱帶海洋性氣候，主要受太平洋與全年自東南方向吹拂的信風影響。當地年均氣溫介於21至34攝氏度之間，濕度則維持在73%至80%之間。儘管不常見，但環礁及其所屬群島偶爾會遭遇熱帶風暴、颶風或颱風。這些極端天氣通常伴隨大量降水、強烈風勢及引發的巨浪，對低窪島嶼造成洪水與破壞的威脅。此類風暴多發於每年9月至12月，但全年皆有可能出現。現代研究表明，氣候災害的主要成因往往與厄爾尼諾現象有關。
環礁上唯一的淡水來源為降水。然而，由於土壤具多孔性，雨水極易滲透並與海水混合，導致淡水帶有一定的鹹味。在經歷一系列核試驗後，島嶼及整個環礁的動植物生態遭受嚴重破壞。然而，隨著時間推移，當地的生態系統已逐漸恢復。

## 歷史
魯尼特島的歷史與埃尼威托克環礁及其所在的群島密切相關。在1526年，西班牙航海家首次發現博卡克環礁後，整個群島在很長一段時間內名義上被視為西班牙殖民地。然而，直到1794年，英國船隻沃波爾號造訪之前，歐洲人對埃尼威托克環礁尚無所知。
1874年，西班牙正式宣稱對該群島擁有主權。1885年10月22日，西班牙將該群島售予德國，並於1886年9月13日成為德國保護地，隸屬於德屬新幾內亞殖民地的一部分。1914年，隨著第一次世界大戰的爆發，日本占領了包括埃尼威托克在內的馬紹爾群島，並於1920年獲得國際聯盟授權，將其納入南太平洋託管地。
第二次世界大戰結束後，該地區由美國軍隊占領，自1947年起被納入聯合國託管領土，由美國負責管理。1979年，馬紹爾群島獲得有限自治權；1980年，美國政府宣布埃尼威托克環礁已被清理至適合人類居住的安全標準。1986年，美國與馬紹爾群島共和國簽署《自由联系条约》，正式承認其獨立地位。

### 核試驗

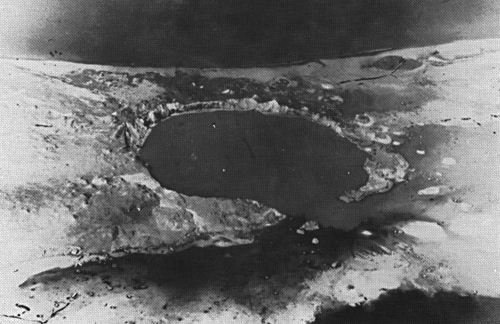
1958年5月5日的硬帽行動I形成的「仙人掌彈坑」（Cactus Crater）。

1948年至1958年間，美國在埃尼威托克環礁的島嶼進行了43次大氣層核試驗，在展開核試驗計畫之前，當地原住民被遷移至烏傑朗環礁。1958年，代號為硬帽行動I的試驗於魯尼特島進行，形成了著名的「仙人掌彈坑」（Cactus Crater）。埃尼威托克共進行了19次浮台核試驗，這些浮台被安置在潟湖或珊瑚礁上。此外，還進行了13次高塔核試驗、7次地面爆炸、2次水下試驗以及2次空投試驗。
每次核試驗都產生了大量放射性落塵，這些落塵中包含多種裂變產物、活化產物以及未經裂變的核燃料。落在陸地上的放射性碎片分佈不均，導致某些島嶼的污染程度遠高於其他地區。而沉積在潟湖底部的放射性殘留物則成為長期污染源，特別是針對超鈾元素（TRU，包括鈈-238、鈈-239、鈈-240及鎿-241）的在分佈，對海洋生態系統產生深遠影響。埃尼威托克的最後兩次核試驗，代號分別為「榅桲」（Quince）和「無花果」（Fig）均在魯尼特島地表進行。輻射調查顯示，這兩次試驗造成了嚴重的地表及地下污染，並產生了含有鈈的厘米級放射性碎片。清理工作主要依據TRU污染物的現場測量結果進行，但土壤移除過程中也涉及大量長壽命裂變產物與活化產物的再分佈。
核試驗結束後，環礁上遺留了大量危險和放射性廢棄物，包含混凝土建築物與掩體及其他殘骸。這些殘留物後來大多在清理計畫中被識別並移除，部分被作為廢料出售、用於海岸防護、封存於仙人掌彈坑及魯尼特穹頂，或被傾倒在埃尼威托克潟湖的指定區域。
1960年代，美國將埃尼威托克環礁作為洲際彈道飛彈（ICBM）測試的主要目標區。此後，美國國防部持續在此進行非核試驗計畫，直至1970年代中期，這些活動仍對當地自然景觀造成影響。

## 魯尼特穹頂

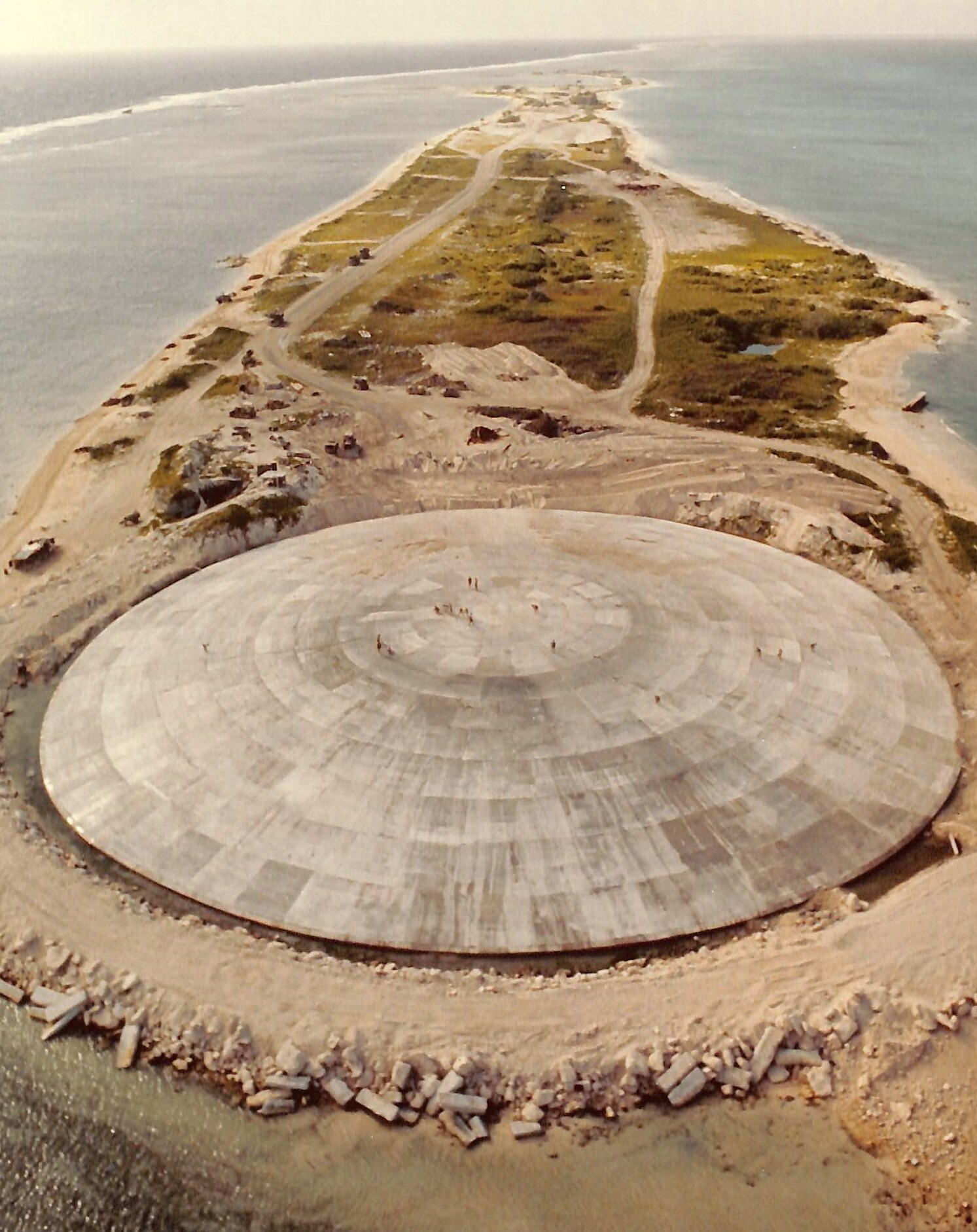
落成不久的魯尼特穹頂，攝於1980年。

當前該島設有魯尼特穹頂（Runit Dome），又被稱為「仙人掌穹頂」（Cactus Dome）或當地人所稱的「墳墓」（The Tomb），該結構物直徑達115米，厚度約46厘米，位於海平面，主要由混凝土構成。穹頂內封存了約73,000立方米的放射性廢料，其中包括部分钚-239，這些廢料來自美國在1946年至1958年間於埃內韋塔克環礁進行的核試驗。
1970年代，魯尼特島以及其他多個受污染的地區依然無人居住。當地居民偶爾會前往這些地區，但大多數人仍擔心輻射的影響。1977年5月15日，美國政府派遣部隊進行核試驗地區的去污作業。這項工作包括將來自不同島嶼的放射性土壤、核廢料和建築廢料與混凝土混合，掩埋在「仙人掌」核爆炸形成的爆炸坑中。掩埋場後被覆蓋上一層厚達約46厘米（18英吋）的混凝土，堆積高度達到7.5公尺。儘管最初計劃掩埋場底部也進行混凝土封閉，但由於成本過高最終未予實施。由於這種技術處理方式，後來海水滲入掩埋場，導致放射性粒子滲漏並進入開放海域。
在建造穹頂期間，美國動員了4,000名軍人參與清理行動，其中六人在各種事故中喪生，該結構物最終歷時三年才完成核封存作業。，起初，該設施最初被視為臨時且不得已的措施，但後來負責單位認為其足以作為長期儲存放射性廢料的可靠方案。

### 侵蝕與潛在風險
1982年，美國政府的一個工作小組警告稱，如果魯尼特島遭遇強烈颱風，穹頂可能會出現破損的風險。2013年，美國能源部的報告指出，穹頂結構已出現輕微裂縫，但尚未對整體安全構成重大威脅。
儘管如此，調查發現穹頂周圍的土壤放射性污染程度其實高於穹頂內部，這意味著即便穹頂出現破裂，外洩的放射性水平也不會顯著增加。這主要是因為1970年代的清理行動僅移除了環礁中約0.8%的超鈾廢料，大量放射性物質依然殘留在土壤和潟湖水域中。即使穹頂完全坍塌，對當地居民或海洋環境的輻射劑量也不會有顯著變化。然而穹頂底部未按照原計劃鋪設混凝土襯底，以節省成本，導致其直接接觸多孔的土壤。（p. 2）這使得海水能滲入穹頂內部，進一步增加地下水遭放射性污染的風險。儘管美國能源部表示，穹頂內的放射性物質一旦外洩，將迅速被海水稀釋，對海洋環境造成的額外輻射風險不大，但鈽等有毒重金屬的擴散仍可能帶來長期影響。
2019年11月，《洛杉磯時報》的一篇調查報導引發外界對穹頂結構安全的關注，擔憂其裂縫惡化可能導致放射性物質洩漏至周圍土壤與水域。同年一項研究的作者寫道，該研究發現該穹頂周遭環境的輻射水平，遠高於切尔诺贝利核事故和福島核災受影響的地區。
此後，美國國會指示能源部評估穹頂狀況並提出維修計劃。2020年6月公布的報告顯示，穹頂短期內沒有倒塌或破裂的風險，預計未來二十年內，其內部的放射性物質不會對周邊環境造成可測量的不良影響。
當前，「馬紹爾群島劑量評估與放射生態學計畫」仍持續進行監測穹頂的調查報告。

## 參與人員健康問題
部分參與穹頂建造與核廢料運輸的美國軍人聲稱，數年後出現的健康問題與當年在未受防護情況下暴露於放射性環境有關，部分人已罹患癌症或其他疾病。然而，美國政府否認這些疾病與魯尼特島作業存在直接關聯，並拒絕對與穹頂建設相關的健康問題提供任何補償。

## 参見
- 常春藤行动
- 常春藤麥克
- 常春藤之王（英语：Ivy_King）